# Zandstock Festival
Zandstock Festival is een Nederlands muziekfestival in het Noord-Hollandse dorp 't Zand. Het festival werd voor het eerst in 1997 georganiseerd. Zandstock werd jaarlijks gehouden op het Land van buur. Zandstock wordt volledig door vrijwilligers gedraaid en georganiseerd.
In het jaar 2023 vierde Zandstock Festival het 25-jarig jubileum.

## Stockoud
Stockoud is het festivalonderdeel voor de ouderen in het dorp. Zandstock organiseert in samenwerking met sponsoren en de kerk van 't Zand op de zondagochtend van het festival een activiteit. Er is dan een artiest of een spreker die optreed. Daarnaast wordt de kerkdienst die ochtend in de tenten van Zandstock gehouden.

## Programma
| Datum       | Data                 | Artiesten | Aantal bezoekers | opmerkingen                                                |
| ----------- | -------------------- | --- | ---------------- | ---------------------------------------------------------- |
| Editie 2015 | 8 & 9 augustus       | The Deaf, Typhoon, Douwe Bob, Tentempies, Rondé, What If We're Next, Hausmagger, John Coffey, K's Choice, Bade, Kenny B, Sunday Sun, Nathan Green, Kid Culture, Michel de Hey, Mike Ravelli, Ducked Ape, Jaap Ligthart & Julian Wesseling, Bas Dobbelaer & Hightower, Bruce Willes, Bakero, Phunkdeluxe/Bouncing Ball, La Fuente, Genairo Nvilla, Praia del Sol, Joeysuki, Forzando, Basterd, Silvain, Heymoonshaker, Friends of the Family, Skotwal, Emiel Landman, Nathan Green, Zandstock oud, 90s Exclusive   |                  |                                                            |
| Editie 2016 | 13 & 14 augustus     | Kensington, Diggy Dex, PAUW, Lucas Hamming, Danny Vera, De Likt, Lucky Fonz III, Thijs Boontjes Dans- en Showorkest, Sue the Night, Gerson Main, Indian Askin, The Brahms, BAZZOOKAS, DAREDEVILS, Caravana Sun, Kill the Buzz, Son Mieux, Engel & Just, Raglans, Mr. Wallace, Jack and the Weatherman, The Timers, Feedback, Le Freak Show, Zomer, DJ Jean, Erick E, Jaap Ligthart & Julian Wesseling, Rob Lee, Sennro, Bakero, Danny Gouda & Jari Schilder                                                       |                  |                                                            |
| Editie 2017 | 12 & 13 augustus     | The Common Linnets, Broederliefde, Rondé, Lady Bee, Call it Off, Kim Janssen, Le Freak Show, Radio Eliza, Orange Skyline, Stavros Martina, Zorita, The Dawn Brothers, Starfish, The Euros, Rilan & The Bombardiers, The Undercover Hippy, GOSTO, Haas, Navarone, Convoi Exceptional, Tom Tukker, Hans Hannemann, Perky Fuel, Van Huys Uit, CUT_, Kasba, BAZZOOKAS, Jaap Ligthart, Bakero, Danny Gouda & Jari Schilder, YUNOWW, Naffz, Jelle Vriend, The Dreadful                                                  |                  |                                                            |
| Editie 2018 | 11 & 12 augustus     | Jett Rebel, Blaudzun, Bizzey , Big2, Tim Akkerman sings The Boss, Wulf, The Partysquad, The Kik, Handsome Poets, Fiddler’s Green, Tante Joke Karaoke Band, Le Freak Show, The Beautiful Girls, Caravaña Sun, Bobby Alu, Sheperds Pie, Nieuwegrond, The Howlin’, Cockneys World of Elastic Snakes, Dieter van der Westen, Joël Domingos, John Fairhurst, Mamihlapinatapai, Sean Koch, The Looks, Knarsetand, Timo Verpoort, Autique, DJ Bakero, Danny Gouda & Jari Schilder, Luccio Mattin & Renema, Tony Tommorow |                  |                                                            |
| Editie 2019 | 10 & 11 augustus     | Douwe Bob, Nielson, 3JS, Queen Forever, Mr. Polska, Jeangu Macrooy, DJ Jean, Cynbel, Silent Disco, The Overslept, Melrose, Ooostblok, The Damned And Dirty, TAPE TOY, Nona, Three Little Clouds, Banana Savannah, Destructive Penguins, Jaap Ligthart, Danny Gouda, DJ Bakero, Benji Schilder, Stavros Martina, Sweet Le Freak, Brosiaz, DJ Hatse, Praia del Sol, Hitjes Soundsystem, DJ Stamble, Nilicious, DJ Arne, Miss Jacky                                                                                  | 5000             |                                                            |
| Editie 2020 | 8 & 9 augustus       | Niet aangekondigd | n.v.t.           | editie 2020 kon geen doorgang vinden door de corona-crisis |
| Editie 2021 | 7 & 8 augustus       | Niet aangekondigd | n.v.t.           | editie 2021 kon geen doorgang vinden door de corona-crisis |
| Editie 2022 | 12,13 & 14 augustus  | Jaap Ligthart, The Euros, Rave van Fortuin, Stones Sessions, Team Rush Hour, Johnny 500, Bakero, Unkown Boys, #OJKB, DJ Jean, Sweet Le Freak, Scrum, Freddy Moreira, Miss Jacky, Praia Del Sol, DJ Arne, Nilicious, Feest DJ Jordy, DJ Mats, Guilty DJ Team, DJ Jeffrey, Ray Poland, Feest DJ Eric, Sloper, Boem! Funkyhouse, Kris Kross Amsterdam, Rob Lee, DJ Stamble & Stock Oud. | 5000 personen    |                                                            |
| Editie 2023 | 11,12 en 13 augustus | Rondé, Flemming, Sweet Le Freak, Mooi Wark, The Abba Tribute - A**Fever, The Kik, Tony Junior, Trafassi, Bakero, Natte Visstick, Miss Jacky, Maddy Moreah, Nilicious, Unknown Boys, Michael Amani, Jody Bernal, Ray Poland, Loco Loco Discoshow, DJ Arne, Proost, Housuh in de Pauzuh, Yellow Submarine, Rob Lee, Praia Del Sol, DirtyBeatsz, Feest DJ Eric, Drek. | 5100 personen    |                                                            |
| Editie 2024 | 9, 10 en 11 augustus | Lucas & Steve, Typhoon, Altijd Larstig & Rob Gasd'rop, DJ Jean, De Apres Ski On Tour, Single Sounds, Sjaak, Dio, The Partysquad, Geza & Dio, Coldplace (UK), Nachtdienst, Yung Felix, Sera, Straatwaarde, Nine 2 Five, Sweet Le Freak, Miss Jacky, Salt & Pepper, Unknown Boys, MacDean, Pytr, Guilty DJ Team, Nilicious, Rob Lee, Praia Del Sol, Bakero, Zandtemmer Uur en Feest DJ Eric. StockOud: Hannes Knoin en Vester Weert                                                                                 |                  |                                                            |